# Olympia Brown

Olympia Brown

 Olympia Brown (* 5. Januar 1835 in Prairie Ronde Township, Michigan; † 23. Oktober 1926 in Baltimore, Maryland) war eine amerikanische Pastorin und Frauenrechtlerin. Sie war die erste Frau, die in den Vereinigten Staaten mit voller konfessioneller Zustimmung ordiniert wurde. Sie war Gründungsmitglied der New England Woman’s Suffrage Association und später Präsidentin der National Woman Suffrage Association.

## Leben und Werk
Brown war die älteste von vier Töchtern der Bauern Asa Briggs Brown und Lephia Olympia Brown. Sie besuchte zuerst mit ihren zwei jüngeren Schwestern und ihrem Bruder eine Schule, die ihr Vater auf der Familienfarm gebaut hatte, und später eine Schule in Schoolcraft. 1854 studierte sie am Mount Holyoke Female Seminary in Massachusetts und wechselte 1856 an das neue koedukative Antioch College in Yellow Springs (Ohio). Nach ihrem Abschluss 1860 bewarb sie sich um die Zulassung an theologischen Schulen und wurde nach vielen Ablehnungen 1861 an der Theological School of St. Lawrence University in Canton (New York) aufgenommen. Sie graduierte 1863 als erste Frau an einer theologischen Schule. Nach erheblichen Kontroversen wurde sie am 25. Juni 1863 von der Northern (St. Lawrence) Association of Universalists in Malone (New York) als erste Frau in den Vereinigten Staaten mit voller konfessioneller Zustimmung ordiniert. 
Im April 1864 wurde sie an die universalistische Kirche in Weymouth (Massachusetts) berufen. Anschließend arbeitete sie in Gemeinden in Bridgeport (Connecticut), Racine (Wisconsin), Mukwonago, Neenah und Columbus (Ohio). Um ihre Redefähigkeiten zu trainieren und zu verbessern, schrieb sie sich 1864 an der Dr. Dio Lewis’s School for Young Ladies ein.

## Frauenwahlrecht
1866 nahm sie an ihrem ersten Frauenrechtstreffen mit Susan B. Anthony teil und wurde Gründungsmitglied der American Equal Rights Association. Ein Jahr später wurde sie auf Drängen von Lucy Stone und Henry Browne Blackwell in der Frauenwahlrechtsbewegung in Kansas aktiv. 1868 wurde sie Mitbegründerin der New England Woman Suffrage Association.
1873 heiratete sie den Geschäftsmann und Verleger John Henry Willis, mit dem sie zwei Kinder bekam. Er unterstützte sie und sie benutzte weiterhin ihren Geburtsnamen. 1878 zog die Familie nach Racine in Wisconsin. Sie beteiligte sich an der Wahlkampagne in Wisconsin und wurde 1884 für die nächsten 28 Jahre zur Präsidentin der Wisconsin Woman Suffrage Association (WWSA) gewählt. Nach 1887 trat sie von ihrem Pastorat zurück und predigte noch gelegentlich. Sie arbeitete hauptsächlich innerhalb der Wahlrechtsbewegung im Kontext der organisierten Religion. Sie kam zu der Überzeugung, dass der einzige Weg für ein Frauenwahlrecht eine Verfassungsänderung war. 1892 gründete sie die Federal Suffrage Association und war von 1903 bis 1920 deren Präsidentin.
1913 wurde sie in den Beirat der von Alice Paul und Lucy Burns gegründeten Congressional Union (später National Woman’s Party) gewählt. Sie arbeitete nach 1916 als Mitglied des Nationalen Beirats der Frauenpartei weiter an der endgültigen Verabschiedung der Wahlrechtsänderung und erlebte 1920 die Ratifizierung des 19. Verfassungszusatzes. Ab 1914 lebte sie einen Teil des Jahres bei ihrer Tochter in Baltimore, wo sie 1926 starb.

## Ehrungen
- Zu Ehren des 100. Jahrestages von Browns Ordination brachte die Theologische Schule der St. Lawrence University 1963 eine Gedenktafel an der Kirche an, in der sie in Racine als Pastorin tätig gewesen war. 1989 wurde die Kirche in Olympia Brown Unitarian Universalist Church umbenannt.[3]
- 1975 wurde eine Grundschule in Racine zu Browns Ehren benannt.
- 1999 wurde sie in die Michigan Women’s Hall of Fame aufgenommen.
- Browns Papiere und Dokumente zu ihrer Arbeit werden in der Schlesinger Bibliothek in Cambridge, Massachusetts, der State Historical Society von Wisconsin und in den Papieren der National Woman’s Party in der Library of Congress aufbewahrt.
- Das erste Buch der Mystery-Buchreihe Olympia Brown von Judith Campbell wurde 2018 veröffentlicht.[4]

## Veröffentlichungen (Auswahl)
- Woman’s Suffrage. 1907.
- Acquaintances, Old and New, Among Reformers. 1911.[5]
- Democratic Ideals: A Memorial Sketch of Clara B. Colby. 1917.
- Suffrage and Religious Principle: Speeches and Writings of Olympia Brown. 1988.